# Mariana Duque Mariño
Mariana Duque Mariño (Bogotá, 1989. augusztus 12. –) kolumbiai teniszezőnő, olimpikon, a pán-amerikai játékok győztese (2015).
2005–2019 közötti profi pályafutása során egy egyéni és egy páros WTA-tornát nyert meg, emellett párosban két WTA125K-, valamint 19 egyéni és 14 páros ITF-tornagyőzelmet szerzett. Legjobb egyéni világranglista-helyezése 66. hely, ezt 2015. október 12-én érte el, párosban a 96. helyre került 2018. június 11-én.
Juniorként döntőt játszott a 2007-es Roland Garroson, ahol három játszmában maradt alul Alizé Cornet ellenében. A felnőtt Grand Slam-tornákon a legjobb eredménye egyéniben a 3. kör, amelyet a 2015-ös US Openen és a 2017-es Roland Garroson ért el, párosban a 2. kör, amelybe a 2016-os wimbledoni teniszbajnokságon jutott.
Kolumbia képviseletében részt vett a 2012-es londoni és a 2016-os riói olimpia női egyes versenyszámában. 2005 óta tagja Kolumbia Fed-kupa-válogatottjának, amelyben 2017-ig 62 mérkőzést játszott, 41–21 arányú eredménnyel.
A Pánamerikai Játékokon 2007-ben egyéniben és párosban is ezüst-, 2011-ben párosban bronz-, 2015-ben egyéniben aranyérmet szerzett.
2019 márciusában jelentette be visszavonulását.

## Junior Grand Slam döntői

### Egyéni

#### Elveszített döntői (1)
| Év   | Bajnokság     | Borítás | Ellenfél     | Eredmény      |
| ---- | ------------- | ------- | ------------ | ------------- |
| 2007 | Roland Garros | Salak   | Alizé Cornet | 6–4, 1–6, 0–6 |

## WTA-döntői

### Egyéni

#### Győzelmei (1)
| Összesítés           |                        |
| Grand Slam-torna (0) |                        |
| Tier I (0)           | Premier Mandatory* (0) |
| Tier II (0)          | Premier Five* (0)      |
| Tier III (0)         | Premier* (0)           |
| Tier IV (0)          | International* (1)     |
| Tier V (0)           | Challenger* (0)        |

* 2009-től megváltozott a tornák rendszere. Challenger tornákat 2012-től rendeznek.
 Az egymás mellett azonos színnel jelölt tornatípusok között nincs teljes mértékű megfelelés.
| No. | Dátum             | Helyszín                | Borítás | Ellenfél a döntőben | Eredmény a döntőben |
| 1.  | 2010. február 21. | Copa Colsanitas, Bogotá | Salak   | Angelique Kerber    | 6–4, 6–3            |

#### Elveszített döntői (1)
|    | Dátum           | Torna                   | Borítás | Ellenfél a döntőben | Eredmény a döntőben | Eredmény a döntőben |
| 1. | 2016. május 21. | Nuremberg Cup, Nürnberg | Salak   | Kiki Bertens        | 2–6, 2–6            |                     |

### Páros

#### Győzelmei (1)
| Összesítés           |                        |
| Grand Slam-torna (0) |                        |
| Tier I (0)           | Premier Mandatory* (0) |
| Tier II (0)          | Premier Five* (0)      |
| Tier III (0)         | Premier* (0)           |
| Tier IV (0)          | International* (1)     |
| Tier V (0)           | Challenger* (0)        |

* 2009-től megváltozott a tornák rendszere.
 Az egymás mellett azonos színnel jelölt tornatípusok között nincs teljes mértékű megfelelés.
|    | Dátum            | Torna                | Borítás | Partner          | Ellenfelek a döntőben             | Eredmény a döntőben | Eredmény a döntőben |
| 1. | 2012. július 22. | Swedish Open, Båstad | Salak   | Catalina Castaño | Eva Hrdinová Mervana Jugić-Salkić | 4–6, 7–5, [10–5]    |                     |

#### Elveszített döntői (3)
|    | Dátum             | Torna                             | Borítás | Partner              | Ellenfelek a döntőben                         | Eredmény a döntőben | Eredmény a döntőben |
| 1. | 2013. március 2.  | Abierto Mexicano Telcel, Acapulco | Salak   | Catalina Castaño     | Lourdes Domínguez Lino Arantxa Parra Santonja | 4–6, 6–7(1)         |                     |
| 2. | 2017. március 4.  | Abierto Mexicano Telcel, Acapulco | Salak   | Verónica Cepede Royg | Darija Jurak Anastasia Rodionova              | 3–6, 2–6            |                     |
| 3. | 2018. április 15. | Copa Colsanitas, Bogotá           | Salak   | Nadia Podoroska      | Dalila Jakupović Irina Hromacsova             | 3–6, 4–6            |                     |

## WTA 125K-döntői

### Páros: 2 (2–0)
| Eredmény | No. | Dátum             | Torna               | Borítás | Partner          | Ellenfél a döntőben                    | Eredmény         |
| -------- | --- | ----------------- | ------------------- | ------- | ---------------- | -------------------------------------- | ---------------- |
| Győztes  | 1.  | 2013. február 11. | , Cali, Kolumbia    | Salak   | Catalina Castaño | Florencia Molinero Teliana Pereira     | 3–6, 6–1, [10–5] |
| Győztes  | 2.  | 2018. június 10.  | , Bol, Horvátország | Salak   | Vang Ja-fan      | Silvia Soler Espinosa Barbora Štefková | 6–3, 7–5         |

## ITF döntői

### Egyéni (19–9)
| Díjazás        |
| -------------- |
| $100,000 torna |
| $75,000 torna  |
| $60,000 torna  |
| $50,000 torna  |
| $25,000 torna  |
| $15,000 torna  |
| $10,000 torna  |

| Eredmény | No. | Dátum                | Torna                             | Borítás | Ellenfél                     | Eredmény         |
| -------- | --- | -------------------- | --------------------------------- | ------- | ---------------------------- | ---------------- |
| Győztes  | 1.  | 2006. március 2.     | Mazatlán, Mexikó                  | Kemény  | Andrea Remynse               | 6–2, 6–4         |
| Győztes  | 2.  | 2006. március 9.     | Los Mochis, Mexikó                | Salak   | Agustina Lepore              | 6–2, 6–1         |
| Döntős   | 1.  | 2006. május 28.      | Monterrey, Mexikó                 | Kemény  | Betina Jozami                | 3–6, 3–6         |
| Döntős   | 2.  | 2006. augusztus 28.  | Bogotá, Kolumbia                  | Salak   | Jesica Orselli               | 5–7, 3–6         |
| Döntős   | 3.  | 2006. szeptember 4.  | Caracas, Venezuela                | Kemény  | Story Tweedie-Yates          | 3–6, 3–6         |
| Győztes  | 3.  | 2006. szeptember 11. | Caracas, Venezuela                | Salak   | Florencia Molinero           | 3–4 feladta      |
| Döntős   | 4.  | 2007. március 6.     | Toluca, Mexikó                    | Kemény  | Stella Menna                 | 1–6, 5–7         |
| Győztes  | 4.  | 2007. március 27.    | Xalapa, Mexikó                    | Kemény  | Maria Vanina Garcia Sokol    | 6–3, 7–6         |
| Győztes  | 5.  | 2007. szeptember 30. | Puerto Juárez, Mexikó             | Salak   | Soledad Esperón              | 6–3, 7–5         |
| Győztes  | 6.  | 2007. október 21.    | San Luis Potosí, Mexikó           | Kemény  | Arantxa Rus                  | 3–6, 6–4, 6–3    |
| Győztes  | 7.  | 2008. május 11.      | Irapuato, Mexikó                  | Kemény  | Nikola Fraňková              | 6–4, 3–6, 6–3    |
| Győztes  | 8.  | 2008. július 13.     | Bogotá,Kolumbia                   | Salak   | María Fernanda Álvarez Terán | 6–0, 6–4         |
| Döntős   | 5.  | 2010. február 14.    | Cali, Kolumbia                    | Salak   | Polona Hercog                | 4–6, 7–5, 2–6    |
| Győztes  | 9.  | 2011. július 17.     | Bogotá, Kolumbia                  | Salak   | María Fernanda Álvarez Terán | 7–6(8), 4–6, 6–3 |
| Győztes  | 10. | 2011. augusztus 14.  | Versmold, Németország             | Salak   | Scarlett Werner              | 7–6(7), 7–5      |
| Döntős   | 6.  | 2011. szeptember 11. | Biella, Olaszország               | Salak   | Alexandra Cadanțu            | 4–6, 3–6         |
| Győztes  | 11. | 2012. május 20.      | Saint-Gaudens, Franciaország      | Salak   | Claire Feuerstein            | 4–6, 6–3, 6–2    |
| Győztes  | 12. | 2012. október 10.    | Florence, Egyesült Államok        | Kemény  | Stéphanie Dubois             | 4–6, 6–2, 6–1    |
| Döntős   | 7.  | 2012. november 4.    | New Braunfels, Egyesült Államok   | Kemény  | Melanie Oudin                | 1–6, 1–6         |
| Győztes  | 13. | 2013. március 31.    | Osprey, Egyesült Államok          | Salak   | Estrella Cabeza Candela      | 7–6(7), 6–1      |
| Győztes  | 14. | 2013. április 8.     | Pelham, Egyesült Államok          | Salak   | Nara Kurumi                  | 1–6, 6–3, 6–4    |
| Győztes  | 15. | 2013. október 20.    | Rock Hill, Egyesült Államok       | Kemény  | Ana Tatisvili                | 6–3, 6–4         |
| Győztes  | 16. | 2014. június 28.     | Stuttgart, Németország            | Salak   | Carina Witthöft              | 5–7, 6–2, 6–2    |
| Győztes  | 17. | 2014. október 18.    | Tampico, Mexikó                   | Kemény  | An-Sophie Mestach            | 6–3, 1–6, 6–7(4) |
| Döntős   | 8.  | 2017. július 9.      | Róma, Olaszország                 | Salak   | Katerina Kozlova             | 6–7(6), 4–6      |
| Döntős   | 9.  | 2018. április 22.    | Dothan, Egyesült Államok          | Salak   | Taylor Townsend              | 2–6, 6–2, 1–6    |
| Győztes  | 18. | 2018. április 29.    | Charlottesville, Egyesült Államok | Salak   | Anhelina Kalinyina           | 0–6, 6–1, 6–2    |
| Győztes  | 19. | 2018. június 17.     | Hódmezővásárhely, Magyarország    | Salak   | Irina Bara                   | 4–6, 7–5, 6–2    |

### Páros (14–7)
| Díjazás        |
| -------------- |
| $100,000 torna |
| $75,000 torna  |
| $50,000 torna  |
| $25,000 torna  |
| $15,000 torna  |
| $10,000 torna  |

| Eredmény | No. | Dátum                | Torna                               | Borítás | Partner                  | Ellenfél                                  | Eredmény             |
| -------- | --- | -------------------- | ----------------------------------- | ------- | ------------------------ | ----------------------------------------- | -------------------- |
| Döntős   | 1.  | 2004. szeptember 13. | Bogotá, Kolumbia                    | Salak   | Viky Núñez Fuentes       | Estefania Balda Alvarez Karen Castiblanco | 6–7(2), 5–7          |
| Győztes  | 1.  | 2006. május 9.       | Los Mochis, Mexikó                  | Salak   | Viky Núñez Fuentes       | Agustina Lepore María Irigoyen            | 7–5, 6–3             |
| Győztes  | 2.  | 2006. május 30.      | Leon, Mexikó                        | Kemény  | Viky Núñez Fuentes       | Erika Clarke Magana Courtney Nagle        | 7–6(3), 7–6(4)       |
| Döntős   | 2.  | 2006. augusztus 21.  | Bogotá, Kolumbia                    | Salak   | Viky Núñez Fuentes       | Karen Castiblanco Roxane Vaisemberg       | 4–6, 6–7 (4)         |
| Győztes  | 3.  | 2006. augusztus 28.  | Bogotá, Kolumbia                    | Salak   | Viky Núñez Fuentes       | Vanesa Furlanetto María Irigoyen          | 6–4, 6–2             |
| Döntős   | 3.  | 2007. május 25.      | Fuerteventura, Spanyolország        | Szőnyeg | Roxane Vaisemberg        | Neuza Silva Nicole Thijssen               | 1–6, 2–6             |
| Győztes  | 4.  | 2008. június 6.      | Grado, Olaszország                  | Salak   | Melanie Klaffner         | Marinne Giraud Christina Wheeler          | 6–1, 6–2             |
| Győztes  | 5.  | 2008. július 12.     | Bogotá, Kolumbia                    | Salak   | Viky Núñez Fuentes       | Mailen Auroux Nicole Clerico              | 6–3, 6–4             |
| Győztes  | 6.  | 2010. október 24.    | Rock Hill, Egyesült Államok         | Salak   | Maria Fernanda Alves     | Sanaz Marand Caitlin Whoriskey            | 6–1, 4–6, [10–4]     |
| Döntős   | 4.  | 2011. július 25.     | Bad Saulgau, Németország            | Salak   | Catalina Castaño         | Maria Abramović Nicole Clerico            | 6–3, 5–7, [10–7]     |
| Döntős   | 5.  | 2012. november 4.    | New Braunfel, Egyesült Államok      | Kemény  | Adriana Pérez            | Jelena Bovina Mirjana Lučić-Baroni        | 6–3, 4–6, [10–8]     |
| Győztes  | 7.  | 2013. október 20.    | Rock Hill, Egyesült Államok         | Kemény  | María Irigoyen           | Allie Kiick Asia Muhammad                 | 4–6, 7–6(5), [12–10] |
| Döntős   | 6.  | 2014. február 16.    | São Paulo, Brazília                 | Salak   | Paula Cristina Gonçalves | Beatriz García Vidagany Dinah Pfizenmaier | 7–6, 4–6, [10–8]     |
| Győztes  | 8.  | 2014. július 5.      | Versmold, Németország               | Salak   | Gabriela Dabrowski       | Verónica Cepede Royg Stephanie Vogt       | 6–4, 6–2             |
| Győztes  | 9.  | 2014. szeptember 28. | Ciudad Juárez, Mexikó               | Salak   | Laura Pigossi            | Ioana Loredana Roșca Lenka Wienerová      | 6–1, 3–6, [10–4]     |
| Győztes  | 10. | 2014. október 12.    | Monterrey, Mexikó                   | Kemény  | Lourdes Domínguez Lino   | Elise Mertens Arantxa Rus                 | 6–3, 7–6(4)          |
| Győztes  | 11. | 2014. november 2.    | New Braunfel, Egyesült Államok      | Kemény  | Verónica Cepede Royg     | Alexa Glatch Bernarda Pera                | 6–0, 6–3             |
| Döntős   | 7.  | 2015. április 10.    | Medellín, Kolumbia                  | Salak   | Julia Glushko            | Lourdes Domínguez Lino Mandy Minella      | 7–5, 4–6, [10–5]     |
| Győztes  | 12. | 2015. május 15.      | Saint-Gaudens, Franciaország        | Salak   | Julia Glushko            | Beatriz Haddad Maia Nicole Melichar       | 1–6, 7–6(5), [10–4]  |
| Győztes  | 13. | 2017. február 19.    | Surprise, Arizona, Egyesült Államok | Kemény  | Nadia Podoroska          | Usue Maitane Arconada Sofia Kenin         | 4–6, 6–0, [10–5]     |
| Győztes  | 14. | 2017. július 14.     | Budapest, Magyarország              | Salak   | María Irigoyen           | Aleksandra Krunić Nina Stojanović         | 7–6(3), 7–5          |

## Eredményei Grand Slam-tornákon

### Egyéniben
| Grand Slam | Australian Open | Australian Open | Roland Garros  | Roland Garros   | Wimbledon      | Wimbledon       | US Open        | US Open             |
| Év         | Eredmény        | Utolsó ellenfél | Eredmény       | Utolsó ellenfél | Eredmény       | Utolsó ellenfél | Eredmény       | Utolsó ellenfél     |
| 2008       | –               | –               | –              | –               | –              | –               | 2. kör         | Agnieszka Radwańska |
| 2009       | 1. kör          | V Ruano Pascual | 2. kör         | Jarmila Groth   | Selejtező (Q1) | Selejtező (Q1)  | Selejtező (Q3) | Selejtező (Q3)      |
| 2010       | –               | –               | 1. kör         | Sybille Bammer  | 1. kör         | Nara Kurumi     | Selejtező (Q1) | Selejtező (Q1)      |
| 2011       | Selejtező (Q1)  | Selejtező (Q1)  | –              | –               | –              | –               | –              | –                   |
| 2012       | Selejtező (Q1)  | Selejtező (Q1)  | Selejtező (Q1) | Selejtező (Q1)  | Selejtező (Q1) | Selejtező (Q1)  | –              | –                   |
| 2013       | Selejtező (Q1)  | Selejtező (Q1)  | 2. kör         | Marion Bartoli  | 2. kör         | Laura Robson    | 1. kör         | Donna Vekić         |
| 2014       | 1. kör          | Olivia Rogowska | Selejtező (Q1) | Selejtező (Q1)  | Selejtező (Q1) | Selejtező (Q1)  | Selejtező (Q2) | Selejtező (Q2)      |
| 2015       | Selejtező (Q1)  | Selejtező (Q1)  | Selejtező (Q2) | Selejtező (Q2)  | 2. kör         | Andrea Petković | 3. kör         | Roberta Vinci       |
| 2016       | 1. kör          | Han Hszin-jün   | 2. kör         | Madison Keys    | 1. kör         | Jana Čepelová   | 1. kör         | Jelena Janković     |
| 2017       | 1. kör          | Sz Kuznyecova   | 3. kör         | V Cepede Royg   | Selejtező (Q3) | Selejtező (Q3)  | Selejtező (Q3) | Selejtező (Q3)      |
| 2018       | 1. kör          | Tuan Jing-jing  | 2. kör         | Camila Giorgi   | 1. kör         | Aison Riske     | Selejtező (Q1) | Selejtező (Q1)      |

### Párosban
| Grand Slam | Australian Open        | Australian Open              | Roland Garros    | Roland Garros   | Wimbledon          | Wimbledon                           | US Open            | US Open                 |
| Év         | Eredmény Partner       | Utolsó ellenfél              | Eredmény Partner | Utolsó ellenfél | Eredmény Partner   | Utolsó ellenfél                     | Eredmény Partner   | Utolsó ellenfél         |
| 2012       | –                      | –                            | –                | –               | Selejtező (Q1)     | Selejtező (Q1)                      | –                  | –                       |
| 2013       | –                      | –                            | –                | –               | Selejtező (Q2)     | Selejtező (Q2)                      | –                  | –                       |
| 2014       | –                      | –                            | –                | –               | Selejtező (Q1)     | Selejtező (Q1)                      | –                  | –                       |
| 2015       | –                      | –                            | –                | –               | –                  | –                                   | –                  | –                       |
| 2016       | 1. kör Teliana Pereira | Martina Hingis Szánija Mirza | –                | –               | 2. kör Mónica Puig | Michaëlla Krajicek Barbora Strýcová | 1. kör Mónica Puig | Nicole Gibbs Hibino Nao |
| 2017       | –                      | –                            |                  |                 |                    |                                     |                    |                         |

## Év végi világranglista-helyezései
| Év     | 2005 | 2006 | 2007 | 2008 | 2009 | 2010 | 2011 | 2012 | 2013 | 2014 | 2015 | 2016 | 2017 | 2018 |
| Egyéni | 803. | 392. | 201. | 110. | 191. | 128. | 190. | 140. | 101. | 137. | 75.  | 106. | 103. | 112. |
| Páros  | 894. | 489. | 492. | 338. | –    | 402. | 245. | 139. | 105. | 115. | 229. | 244. | 107. | 131. |